# Lilla Dammsjön (Stora Tuna socken, Dalarna)
Lilla Dammsjön är en sjö i Borlänge kommun i Dalarna och ingår i Dalälvens huvudavrinningsområde.